# Atrax robustus
Atrax robustus O. P.-Cambridge, 1877, noto anche come ragno dei cunicoli, (in inglese Sydney funnelweb spider, "ragno della ragnatela a imbuto di Sydney", in quanto diffuso nella zona di Sydney), è un ragno della famiglia delle Hexathelidae (sottordine delle Mygalomorphae).
La specie è una delle tre del genere Atrax, presente solo in Australia. Assieme ai generi Hadronyche (che conta 31 specie) e Illawarra costituisce la sottofamiglia Atracinae, comunemente definiti australian funnel-web spiders (ragni australiani dalla tela a imbuto).
Atrax robustus è noto per essere uno dei ragni più aggressivi e 
velenosi al mondo. Tra le 40 specie della famiglia Hexathelide è l'unica, assieme ad Hadronyche formidabilis, il cui morso risulti fatale per l'uomo.

## Aspetto
Una lunghezza del corpo che può variare da 1 a 5 cm lo situa tra i ragni medio-grossi, sebbene sia più piccolo di altri esponenti delle Mygalomorphae quali le tarantole. La colorazione è scura, variante dal nero, anche con sfumature bluastre, al prugna e al marrone. Il maschio vive meno a lungo e ha un corpo di dimensioni generalmente inferiori a quello della femmina, ma zampe più lunghe. In entrambi i sessi un carapace lucido e senza peli ricopre il cefalotorace. Come nei dipluridae, i seritteri sono piuttosto lunghi e sono situati sulla parte posteriore del corpo. I maschi hanno un lungo sperone sporgente dal secondo paio di zampe, utilizzato nell'accoppiamento. I cheliceri con cui inietta il veleno sono particolarmente sviluppati e anche per questo motivo il morso risulta assai doloroso.

## Comportamento
Questa specie tesse le sue ragnatele preferibilmente in tronchi cavi di alberi. Le sue tane sono facilmente riconoscibili perché a forma a imbuto da cui deriva il nomignolo inglese funnelweb, poiché funnel significa imbuto. Sono dotate di due entrate separate, assumendo la forma di T o di Y. Mentre le femmine passano la maggior parte del tempo dentro la ragnatela badando alla prole, i maschi vagano, soprattutto nella stagione calda che coincide con il periodo dell'accoppiamento, entrando anche nelle abitazioni domestiche. Questi ragni sono attratti dall'acqua e frequentemente è possibile trovarli ai bordi delle piscine, in cui talvolta cadono. L'Atrax robustus è in grado di sopravvivere per diverse ore a questi "bagni", trattenendo bolle d'aria attorno a sé grazie alla peluria ed è capitato che abbia morso chi cercava di portarlo fuori dall'acqua. Altri luoghi dove il ragno non disdegna di "passeggiare" sono, per esempio, i giardini delle abitazioni. L'habitat originario di questo ragno era un'area di non più di 100 km di raggio dalla città di Sydney, nel Nuovo Galles del Sud, ma ormai lo si può incontrare anche in tutto il Queensland e in alcune foreste tasmaniane.

## Veleno
Il primo studio scientifico sul veleno di A. robustus fu compiuto da Kellaway nel 1934. Tra le altre cose risultò che le tossine in esso contenute non sono letali per diversi animali da laboratorio, o lo sono solo a dosi molto elevate, mentre la sensibilità risulta molto alta nei primati e nell'uomo.
L'attività letale è ritenuta dipendere da uno solo dei molti componenti il veleno, la robustossina (δ-ACTX-Ar1), denominata anche atraxotossina, dal genere dei ragni. Si tratta di un polipeptide neurotossico a basso peso molecolare (4854 u), con alta proporzione di residui amminoacidici basici (pH > 9), che nei primati rallenta l'inattivazione del canale del sodio nei neuroni motori e del sistema nervoso autonomo. La LD50 nei topi appena nati è di 0,16 mg/kg.
Dal 1927 al 1981 sono riportati 13 casi documentati di morte dovuta a morso di Atrax. Dal 1981 è disponibile un antidoto e non si sono più registrati casi mortali.
Il morso è particolarmente doloroso a causa delle lunghe zanne (1 centimetro) e il veleno manifesta subito i suoi effetti. I sintomi sono nausea, diarrea, febbre alta, vomito, edema polmonare e shock anafilattico. I bambini e i soggetti con patologie o anziani sono ad un elevato rischio. Bisogna immediatamente recarsi all’ospedale più vicino e farsi somministrare l’antidoto che può variare dalle 2 alle 12 iniezioni.